# 林瑞陽
林瑞陽（1960年5月21日—），本名林吉荣，出生於宜蘭縣羅東鎮。年輕時曾出演多部瓊瑤影視作品，有「台灣第一小生」之稱。後改行经商，轉往中國大陸投資房地產和化妆品和保健品传销事業，現為「上陽房地產集團」董事長和庭秘密(TST)品牌公司的法人代表。
庭秘密用户近年来不断反映产品严重伤害皮肤，2022年初中国大陆政府开始调查其销售模式是否为非法传销。2022年8月，林瑞陽前往馬來西亞宣布要在東盟發展。

## 演藝經歷
出道作品為電影《心鎖》（1986年），因在此片中有大膽的裸露鏡頭而引發話題，便初嘗走紅的滋味，之後即轉往電視發展，曾是瓊瑤的御用男主角代表，《海鷗飛處彩雲飛》、《六個夢啞妻》、《望夫崖》和《一簾幽夢》等，《真愛一世情》、《金色夜叉》、《超級世家》等部部都是叫好又叫座，堪稱收視保證，以《一簾幽夢》演活煎熬又左右為難的楚濂風光受封「台灣第一小生」。

## 從商經歷
2000年轉往中國大陸投資房地產事業，與多位台灣友人共同創立「上海新吉阳房地产咨询有限公司」。初期曾9個月沒訂單。2003年成立「美國瑞陽房地產集團」，也於美国OTCBB掛牌上市，2008年公司改名為美國旭升房地產集團。擔任董事長，代理銷售的建案尚海灣資本額達180億元人民幣，旗下企業新吉阳已在中国15个区域设有53个经营团队，总销售房产面积超过1545万平方米。目前是上海最大的外资营销机构。
2019年4月，宜蘭縣縣長林姿妙訪問上海時邀請林瑞陽出任宜蘭觀光大使。但在同年中华人民共和国国庆节時，林瑞陽手持中華人民共和國國旗與夫人張庭一同高呼「祖國生日快樂」、「我愛你中國」，並於後方小朋友一同合唱〈我和我的祖國〉。2020年10月6日，民進黨宜蘭縣議會黨團召開記者會，民進黨宜蘭縣黨部主委、議員陳俊宇質疑林瑞陽擔任宜蘭縣觀光大使的適合性，要求林姿妙出面說明。隨後宜蘭縣縣政府發佈聲明，表示觀光大使已規劃另覓人選。
2021年12月23日，民间反传销协会李旭反传销向石家庄市裕华区市场监督管理局申请《关于请求石家庄市裕华区市场监督管理局查证TST是否涉嫌传销，是否立案调查查证函》。12月24日，李旭反传防骗团队接到石家庄市裕华区市场监督管理局查证函的回复。此次被冻结的资金高达6亿元（分两次冻结，主体公司3亿元和某代理、团队长冻结3亿元）。TST庭秘密和林瑞阳夫妇分别发微博回应。2022年1月2日，林瑞陽、張庭夫婦兩人的新浪微博帳號及後者的抖音帳號均被發現處於禁言狀態，當中微博的禁言原因是「違反相關法律法規」。2022年4月，张庭和林瑞阳的“TST庭秘密”的运营主体已被市场监管部门认定构成组织策划传销违法行为，被没收违法所得1927.99万元人民币，罚款170万元。公司名下的96套房产也已被查封，其价值约为17亿元人民币，系TST庭秘密在上海的办公大楼。
2022年8月13日，林瑞阳在马来西亚出席商务巡演，宣布要以马来西亚为出发点，拓展业务到11个东盟国家。这是传销风波后的首次公开露面。
2022年11月4日，石家庄裕华区市场监管局召开张庭涉嫌网络传销一案听证会，涉案主体包括张庭夫妇、陶虹等。
2023年11月9日，林瑞阳、张庭夫妇在抖音恢复直播，声称“照顾好朋友、客户”，号召代理通过人传人从而传播好的口碑。但在直播过程中被封禁两次，其后停止直播。

## 家庭
曾哲貞
曾哲貞在1980年代是頗具知名的瓊瑤劇女演員，事業高峰時嫁給林瑞陽，婚後育有一子一女。
1998年，林瑞陽到北京探班張庭，兩人牽手出遊被遊客拍到，林家人聯手勸退曾哲貞，曾哲貞心灰意冷，不到10天就同意離婚，與林瑞陽近10年婚姻畫下句點，同年10月她帶2個小孩搬出林家。林瑞陽當時的經紀人夏玉順表示「有蜘蛛精勾引我們家唐三藏」，張庭隨後召開記者會澄清自己絕對不是別人愛情介入的第三者：「我只是想要簡單談一場的戀愛，有那麼困難嗎，難道你們就看不到我的努力工作嗎」？並當場痛哭昏倒，隨後由工作人員纏扶緊急送醫。
數年後林瑞陽表示，為了家人選擇沉默，一直未曾公開和曾哲貞離婚細節，根據林瑞陽他本人說法是：他表示和張庭交往之前，與曾哲貞第1次離婚那時張庭根本完全沒有出現，之後復婚是因為小孩子要讀書後來我們復婚好了，再後來第2次離婚時，剛好時間點張庭出現。林瑞陽強調張庭絕對沒有介入其家庭，將來媒體若再寫文章報導張庭是介入婚姻的第三者，絕對提告並求償。隨後林瑞陽及張庭的粉絲到曾哲貞微博攻擊她，對此事沉默十多年的曾哲貞發文表示張庭就是破壞她的婚姻的第三者，如果她說的是不實謠言，歡迎林瑞陽以及張庭夫妻二人對她提告。關於此項聲明，林瑞陽夫妻二人不做任何的回應，至今沉默以對的態度。
張庭
2008年曾有報導，林瑞陽自承18年前(即1990年)對20歲的張庭一見鍾情。因疑似第三者介入他人婚姻事件，張庭轉往中國大陸發展。2001年為了宣傳作品《偷龍轉鳳》，林瑞陽以製作經紀人身份和張庭首度公開同台。張庭曾表示，因為他人誤解而冠上了「蜘蛛精勾引吃我們家的唐三藏」、「小三」稱號，她這輩子絕對不可能與林瑞陽步入婚姻，但二人依然於2002年元旦訂婚、2009生下一女、2010年完婚、2012生下一子。。

## 演出作品

### 電視劇
| 年份   | 劇名               | 角色           |
| 1987年 | 《今夜相思雨》     | 歐陽百岳       |
| 1988年 | 《悲歡歲月》       | 劉舜仁         |
| 1989年 | 《海鷗飛處彩雲飛》 | 歐世澈         |
| 1990年 | 《六個夢啞妻》     | 柳靜言         |
| 1991年 | 《望夫崖》         | 夏磊           |
| 1992年 | 《表妹吉祥》       | 江文清         |
| 1992年 | 《英雄世家》       | 林友義         |
| 1993年 | 《千言萬語》       | 李子群         |
| 1994年 | 《天涯共此時》     | 馮子明         |
| 1994年 | 《牽手出頭天》     | 林人傑         |
| 1994年 | 《霸王花》         | 陳光明         |
| 1994年 | 《歡喜樓》         | 郝大為         |
| 1994年 | 《路長情更長》     | 歐雨航         |
| 1995年 | 《台灣水滸傳》     | 郭豐年         |
| 1995年 | 《一簾幽夢》       | 楚濂           |
| 1996年 | 《真愛一世情》     | 雷志源、雷志海 |
| 1996年 | 《阿足》           | 吳天助         |
| 1997年 | 《生生世世情》     | 白雲峰         |
| 1997年 | 《金色夜叉》       | 陳哲志         |
| 1998年 | 《明天有你》       | 康莊           |
| 1998年 | 《超級世家》       | 葉家揚         |
| 1999年 | 《絕代雙驕》       | 燕南天         |

### 電影
| 年份   | 片名                 | 角色   |
| 1983年 | 《海灘的一天》       |        |
| 1986年 | 《心鎖》             | 范林   |
| 1987年 | 《旗正飄飄》         | 金雷揚 |
| 1995年 | 《一九九五年閏八月》 | 宋中華 |

### 綜藝節目
- 2015年 江苏卫视《爲她而戰》

## 電視廣告
- 1993年 菲仕蘭低脂奶粉（與曾哲貞共演）
- 1996年 台鹽健康減納鹽（與文英、蕭艾共演）

## 製作
- 1999年 中視《達摩》
- 2001年 中視《偷龍轉鳳》

## 外部連結
- 林瑞陽的Facebook專頁
- 上陽房地產集團 （页面存档备份，存于）
- 林瑞陽在互联网电影资料库（IMDb）上的資料（英文）
- 林瑞陽在香港影庫上的簡介
- 林瑞陽在豆瓣上的资料（简体中文）
- 林瑞陽在时光网上的簡介（简体中文）